# КазСат
KazSat-1 — легкий телекомунікаційний геостаціонарний супутник (точка стояння 103° с. д.) розроблений і зібраний ФГУП «ГКНПЦ им М. В. Хруничева» за участю низки партнерів на замовлення Казахстану.
Зона покриття включає всю територію Казахстану, прилеглу частину Центральної Азії та Московську область  Росії. Точка стояння 103° с. д. була надана Росією на строк 15 років.
Управління супутником здійснюється з території Казахстану підготовленими в Росії казахстанськими <!- Є дані що фахівці все, до одного — казахи? Якщо ні — вони казахстанці. Це можуть бути і росіяни і українці і німці і т. д.-> фахівцями.

## Опис

### Історія розробки та запуску
Контракт на виготовлення і запуск першого казахського геостаціонарного космічного апарата був підписаний в січні 2004 року. Супутник був побудований на основі платформи «Яхта» і оснащений 12-ма транспондерами Ku-діапазону, 8 з яких планувалося використовувати для забезпечення фіксованого супутникового зв'язку (Інтернет, телефонія, урядовий зв'язок і т. д.), а інші 4 транспондера відводилися під телебачення. Всього в створенні супутника брали участь понад 15 зарубіжних та російських фірм, у тому числі провідні виробники бортового телекомунікаційного обладнання — Boeing, Alcatel Alenia Spazio Italia, ComDev. Спочатку запуск апарата за допомогою ракети-носія « Протон-К» і розгінного блоку ДМ-3 планувалося провести в грудні 2005. Однак після виникнення проблем з управлінням супутником «Монітор-Е» (також розробленим в  Центрі імені Хрунічева на основі платформи «Яхта») було вирішено провести цикл додаткових перевірок.
Апарат був доставлений на космодром Байконур 28 квітня 2006, а запуск його був проведений 18 червня 2006 в 2:44 за московським часом. За запуском першого казахського супутника на космодромі спостерігали президенти Казахстану Нурсултан Назарбаєв та Росії Володимир Путін.

### Основні технічні дані
- Головний розробник корисного навантаження:  італійська  фірма Alenia Spazio
- Кількість транспондерів: 12 (4 великої потужності)
- Смуга пропускання каналу: 72 МГц
- Постійна зона обслуговування на території Республіки Казахстан —  еліптичної форми 2,5 x 3,8
- Частотний план: 10950 — 11700 МГц — на передачу
  - 14000 — 14500 МГц — на прийом
  - 11199,5 МГц маяк
  - ЕІВП: не менше 52,5 дБВт (телевізійні стовбури)
  - Не менше 49,0 дБВт (зв'язкові стовбури)
- Добротність системи: не гірше 5,3 дБ / К
- Потужність передавачів:
  - Для  ТБ-мовлення в режимі насичення> 65  Вт
  - Для зв'язку і передачі даних в режимі насичення> 45 Вт
  - Для зв'язку і передачі даних в квазілінійним режимі> 28 Вт
- Енергоспоживання: 1300 Вт
- Термін служби: 10—12,5 років.
- Точка стояння 103° с. д.

### Події
- 17 жовтня 2006 рік — після завершення випробувань перший казахський геостаціонарний супутник зв'язку та мовлення «KazSat», а також наземний комплекс управління та системи моніторингу зв'язку на території Казахстану були передані від виробника — ГКНПЦ ім. М. В. Хрунічева замовнику — AO «KazSat».[1]
- Комерційна експлуатація супутника була розпочата у листопаді 2006 року: на супутник були переведені мережі телемовлення та інтернет-комунікації. До кінця 2007 року завантаження супутника склала 70 % від запроєктованих можливостей.
- 10 січня 2008 року стався перший збій у роботі супутника. На 10:00 супутник було втрачено, але його вдалося стабілізувати і повернути в точку стояння. Оператори зв'язку Казахстану залишилися без зв'язку близько десяти годин.
- 8 червня 2008 року в 7:00 (за київським часом) стався збій в роботі KazSat[2], в зв'язку з чим управління супутником було передано головною оперативній групі управління ЦПК. Його вибули потужності було запропоновано замістити ресурсами  «Експрес-АМ33» (96,5° в. д.) і  «Експрес-А2» (103° в. д.)[3]. Деякі оператори зв'язку Казахстану (Нурсат, KazTransCom, ASTEL) повернулися на супутник NSS-6 (95° с. д.). Експерти супутникового оператора, розробника та виробників корисного навантаження не виключають можливості відновлення роботи космічного апарата. Керівник національного космічного агентства Талгат Мусабаєв припустив, що причиною виходу з ладу супутника стала відмова техніки, а не людський фактор. Експерти спробують «реанімувати» KazSat, коли він вийде із зони тіні 15 жовтня 2008[4].
- 30 жовтня 2008 року фахівці Центру ім. Хрунічева відновили зв'язок із супутником KazSat, коли він вийшов із зони тіні 15 жовтня 2008. 30.10.08 їм вдалося застабілізувати космічний апарат і перемістити його в розрахункову точку стояння. Передбачалося, що після завершення тестування всіх систем він знову буде введений в експлуатацію.
- 18 листопада 2008 року в Астані пройшло засідання міждержавної казахстансько-російської комісії. Супутник не був визнаний готовим до експлуатації.
- 26 листопада 2008 року супутник КазСат перестав відповідати на сигнали управління і пішов у неорієнтований політ. Можливо, даний збій є незворотнім, так як, мабуть, вийшла з ладу система КУДМ (Комплекс Керуючих Двигунів-Маховиков). Можливо, двигуни виробили свій ресурс, тому що з 8-го червня вони «працювали на знос».
- Січень 2009 року — за рішенням Прем'єр-Міністра РК Каріма Масімова створена спеціальна робоча група для з'ясування причин непрацездатності першого казахстанського супутника KazSat-1.[5]
- С  6 по 13 серпня 2009 року супутник КазСат переведений на орбіту поховання.[6]
- Станом на 11 січня 2011 рік а 13 з 23 компаній підписали угоду з регулювання страхових виплат у розмірі 65 % (раніше Казахстан наполягав на 70 %, комісія вирішує це питання в Лондоні). Росія визнала свою провину під позаштатної ситуації. Страхові суми за KazSat-1 виплатили 12 з 23-х компаній. Дана робота Страхові суми за «КазСат-1» виплатили 12 з 23-х компаній].

## Критика проєкту KazSat
Голова Національного космічного агентства РК  Талгат Мусабаєв заявив, що супутник створювали дві сторони, які не мали досвіду створення подібних об'єктів — Національний інноваційний фонд Казахстану і Державний космічний науково-виробничий центр ім. Хрунічева. Підрядник зміг виконати запуск супутника тільки влітку 2006 р. <

## KazSat-2
Основна стаття: КазСат 2
В 2006 року с ГКНПЦ ім. Хрунічева був підписаний контракт по створенню і запуску другого національного супутника зв'язку KazSat-2.
1 травня 2009 року — Т.  Мусабаев повідомив, що створено спільне підприємство, підготовлений контракт на запуск будівництва складального випробувального комплексу в Астані, доручені архітектурно-планувальні завдання. Проведено інженерно-геодезичні роботи, наради з генеральним партнером — французькою компанією «ІДС Астріум».
21 травня 2009 року  Путін та  Масімов провели нараду в Астані.
22 вересня 2009 року — Запуск «KazSat 2» заплановано на грудень 2010 р.
4 грудня 2009 року — Т.  Мусабаев повідомив, що термін запуску «KazSat-2» перенесено на 1 рік у зв'язку з необхідністю проведення доробок системи управління супутника.
Дата запуску КА неодноразово переносилася на пізніший термін. 24 березня 2011 року оголошено, що запуск космічного супутника KazSat-2 заплановано 10 червня 2011, хоча і це не остаточна дата.
Основні характеристики космічного апарата «KazSat-2»: Космічний апарат «KazSat 2»

## KazSat-3
Основна стаття: КазСат 3
- 29 березня 2010 року — Казахстан оголосив конкурс на створення і запуск KazSat-3.[13]
- 17 липня 2010 року — завершився перший етап відкритого конкурсу зі створення та запуску супутника KazSat 3. Технічні пропозиції щодо проєкту представили 6 17.06.2010 — РЦКС ЕМС РЕЗ Республіки Казахстан завершив перший етап відкритого конкурсу зі створення і запуску національного геостаціонарного супутника зв'язку та мовлення «KazSat 3» <! — Заголовок доданий ботом ->]
- 20 жовтня 2010 року — розпочато другий етап відкритого конкурсу на створення супутника KazSat 3.
- 4 лютого 2011 року — стартував повторний конкурс по проєкту «KazSat 3».
- 17 березня 2011 року — відбулося розкриття конкурсних заявок від потенційних постачальників: ВАТ «Інформаційні супутникові системи» імені академіка М. Ф. Решетньова «і Китайською промислової корпорації» Велика Стіна «(China Great Wall Industry Відбулося розкриття конкурсних заявок по проєкту КА «KazSat 3».
- 25 березня 2011 повторний конкурс визнаний Конкурс за проєктом космічного апарата «KazSat 3» завершено.
- 20 червня 2011 ВАТ «Інформаційні супутникові системи» імені академіка М.Ф. Решетньова» оголосило про підписання контракту на створення супутника «КазСат-3». Космічний апарат з терміном активного існування 15 років буде побудований на базі платформи «Експрес-1000HTB». Модуль корисного навантаження нового  супутника буде виготовлений європейською компанією Thales Alenia Space[14].

Основні характеристики космічного апарата «KazSat 3»:

## Супутник ДЗЗ
- 2 липня 2010 року — стало відомо, що в 2014 у Казахстан планує запустити перший супутник космічної системи  дистанційного зондування Землі (КС ДЗЗ).
- Кінець квітня — був виплачений аванс і вже розпочато виготовлення першого космічного апарата системи.
- 17 червня 2010 року — французькі партнери здали перший етап проєкту.
- Середина липня — в залежності від своєчасності фінансування, повинні були початися роботи по другому супутнику системи ДЗЗ (середнього дозволу).

Супутник буде запущений ракетою-носієм Ariane з космодрому  Куру у  Французькій Гвіані. Космічну систему ДЗЗ, що складається з двох супутників та наземної інфраструктури, зводить французька компанія EADS Astrium (спочатку розглядався варіант запуску супутника з  Байконура, що було б дешевше, але в зв'язку з тим, що між  Францією та  Росією немає угоди про збереження супутників військового призначення, такий запуск проблематичний).
Витрати на будівництво казахстанської космічної системи ДЗЗ складуть близько 260 мільйонів євро (321,37 мільйона доларів).

## Національний космічний центр
Основна стаття: Національний космічний центр Республіки Казахстан
Також в  Астані буде створений національний космічний центр вартістю 128 000 000 євро (177 мільйонів доларів). До складу центру, який займе ділянку площею 30 га, увійдуть:
- Конструкторсько-технологічне бюро космічної техніки;
- Складально-випробувальний комплекс космічних апаратів (КА СбІК);
- Національна лабораторія космічних технологій;
- Підприємства з виробництва комплектуючих космічних апаратів.

Тут же розмістяться центри перепідготовки та підвищення кваліфікації фахівців, диференціальної корекції і моніторингу системи високоточної супутникової навігації.
Французька компанія EADS Astrium зведе в Астані СбІК КА, поставить обладнання і передасть сучасну технологію його виробництва до кінця 2012 а. Повністю будівництво комплексу планується завершити до 2017 р.